# Комбър
Ко̀мбър (на английски: Comber; на ирландски: An Comar) е град в югоизточната част на Северна Ирландия. Разположен е в район Ардс на графство Даун на около 10 km югоизточно от централната част на столицата Белфаст. Имал е жп гара от 6 май 1850 г. до 24 април 1950 г. Населението му е 8933 жители според данни от преброяването през 2001 г.

## Личности
Родени
- Томас Андрюс (1873-1912), бизнесмен и корабостроител